# Parthenolecanium tamaricis
Parthenolecanium tamaricis är en insektsart som först beskrevs av Bodenheimer 1953.  Parthenolecanium tamaricis ingår i släktet Parthenolecanium och familjen skålsköldlöss.
Artens utbredningsområde är Turkiet. Inga underarter finns listade i Catalogue of Life.